# Dumbrava, Vâlcea
Dumbrava este un sat în comuna Lungești din județul Vâlcea, Oltenia, România.
Oamenii din împrejurimi mai numesc acest sat Vrăjitorul.
 Acest articol despre o localitate din județul Vâlcea este deocamdată un ciot. Puteți ajuta Wikipedia prin completarea lui.